# Hoa hậu Hoàn vũ Puerto Rico 2022
Hoa hậu Hoàn vũ Puerto Rico 2022 là phiên bản thứ 66 của cuộc thi Hoa hậu Hoàn vũ Puerto Rico. Vào cuối sự kiện, Michelle Colón của Loíza đã trao vương miện cho Ashley Cariño của Fajardo làm người kế vị. Cariño sẽ đại diện Puerto Rico tại Miss Universe 2022.

## Kết quả

### Vị trí
| Kết quả cuối cùng                | Người dự thi |
| -------------------------------- | --- |
| Hoa hậu Hoàn vũ Puerto Rico 2022 | - Ashley Ann Cariño Barreto |
| Á hậu 1                          | - Leonela Gonzalez De Jesús |
| Á hậu 2                          | - Camille Fabery Diana |
| Top 5                            | - Graciela Berrios - Valeria Pagán Masini                                                                                                  |
| Top 10                           | - Mariana Torres Bernard - Edith Enid Bernardi Santiago - Kiara Rosado Romero - Raishmar Carrillo González - Diana Carolina Sostre Navarro |
| Top 15                           | - Sarah Angely Rodríguez Ríos - Katherine Santiago - Danelly Olivo Figueroa - Elaine Marie Rosado Rivera - Susanlee Forty Vázquez          |

### Giải thưởng đặc biệt
| Phần thưởng      | Người chiến thắng           | Tham khảo         |
| ---------------- | --------------------------- | ----------------- |
| Hoa hậu ăn ảnh   | - Annelise Torres Colón     | [ cần dẫn nguồn ] |
| Hoa hậu Hữu nghị | - Ariana Hernández Colón    | [ cần dẫn nguồn ] |
| Da đẹp nhất      | - Ashley Ann Cariño Barreto | [ cần dẫn nguồn ] |
| Tóc đẹp nhất     | - Mariana Torres Bernard    | [ cần dẫn nguồn ] |

## Người dự thi
28 thí sinh tranh danh hiệu:
| Thành phố     | Đại diện                         | Tuổi | Chiều cao           | Thành tích                     |
| ------------- | -------------------------------- | ---- | ------------------- | ------------------------------ |
| Adjuntas      | Mariana Torres Bernard           | 24   | 5 ft 7 in (1,70 m)  | Top 10                         |
| Aguadilla     | Graciela Berrios                 | 18   | 6 ft 0 in (1,83 m)  | Top 5                          |
| Arroyo        | Alexandra Krystal Rivera Berrios | 23   | 5 ft 5 in (1,65 m)  |                                |
| Barranquitas  | Sarah Angely Rodríguez Ríos      | 28   | 5 ft 4 in (1,63 m)  | Top 15                         |
| Bayamón       | Yanisse Vásquez                  | 24   | 5 ft 5 in (1,65 m)  |                                |
| Caguas        | Erica Iveliss Ortiz              | 28   | 5 ft 6 in (1,68 m)  |                                |
| Camuy         | Katherine Santiago               | 26   | 5 ft 5 in (1,65 m)  | Top 15                         |
| Cataño        | Camille Fabery Diana             | 21   | 5 ft 6 in (1,68 m)  | 2nd Runner Up                  |
| Ciales        | Valeria Villalobos Colón         | 19   | 5 ft 7 in (1,70 m)  |                                |
| Coamo         | Edith Enid Bernardi Santiago     | 27   | 5 ft 7 in (1,70 m)  | Top 10                         |
| Dorado        | Leonela Gonzalez De Jesús        | 23   | 5 ft 8 in (1,73 m)  | 1st Runner up                  |
| Fajardo       | Ashley Ann Cariño Barreto        | 28   | 5 ft 11 in (1,80 m) | Miss Universe Puerto Rico 2022 |
| Guaynabo      | Ariana Paola Salgado Burgos      | 27   | 5 ft 8 in (1,73 m)  |                                |
| Humacao       | Isabel Jolie Torres              | 18   | 5 ft 8 in (1,73 m)  |                                |
| Isabela       | Annelise Torres Colón            | 25   | 5 ft 6 in (1,68 m)  |                                |
| Lajas         | Paula Estefanía Mulero Nazario   | 18   | 5 ft 6 in (1,68 m)  |                                |
| Luquillo      | Danelly Olivo Figueroa           | 23   | 5 ft 5 in (1,65 m)  | Top 15                         |
| Mayagüez      | Ariana Hernández Colón           | 20   | 5 ft 5 in (1,65 m)  |                                |
| Orocovis      | Elaine Marie Rosado Rivera       | 23   | 5 ft 8 in (1,73 m)  | Top 15                         |
| Rincón        | Andrea Paola Arroyo García       | 26   | 5 ft 7 in (1,70 m)  |                                |
| Río Grande    | Susanlee Forty Vázquez           | 26   | 5 ft 6 in (1,68 m)  | Top 15                         |
| Salinas       | Kiara Rosado Romero              | 27   | 5 ft 5 in (1,65 m)  | Top 10                         |
| San Juan      | Raishmar Carrillo González       | 26   | 5 ft 3 in (1,60 m)  | Top 10                         |
| San Lorenzo   | Kiara Jeniva Vélez               | 24   | 5 ft 7 in (1,70 m)  |                                |
| San Sebastián | Anaysha Rivero Lugo              | 20   | 5 ft 4 in (1,63 m)  |                                |
| Toa Alta      | Valeria Pagán Masini             | 25   | 5 ft 8 in (1,73 m)  | Top 5                          |
| Vega Alta     | Diana Carolina Sostre Navarro    | 27   | 5 ft 4 in (1,63 m)  | Top 10                         |
| Vega Baja     | Sheilian Marte                   | 26   | 5 ft 5 in (1,65 m)  |                                |

## Ban giám khảo
- Luz Nereida Vélez
- Vivian Santiago
- Carlos Izcoa
- Ana Teresa Toro
- Germán Legarreta
- Frances Ríos
- Eli Cay